# Vejle Fjord
Koordinaten: 55° 40′ 54″ N, 9° 42′ 50″ O

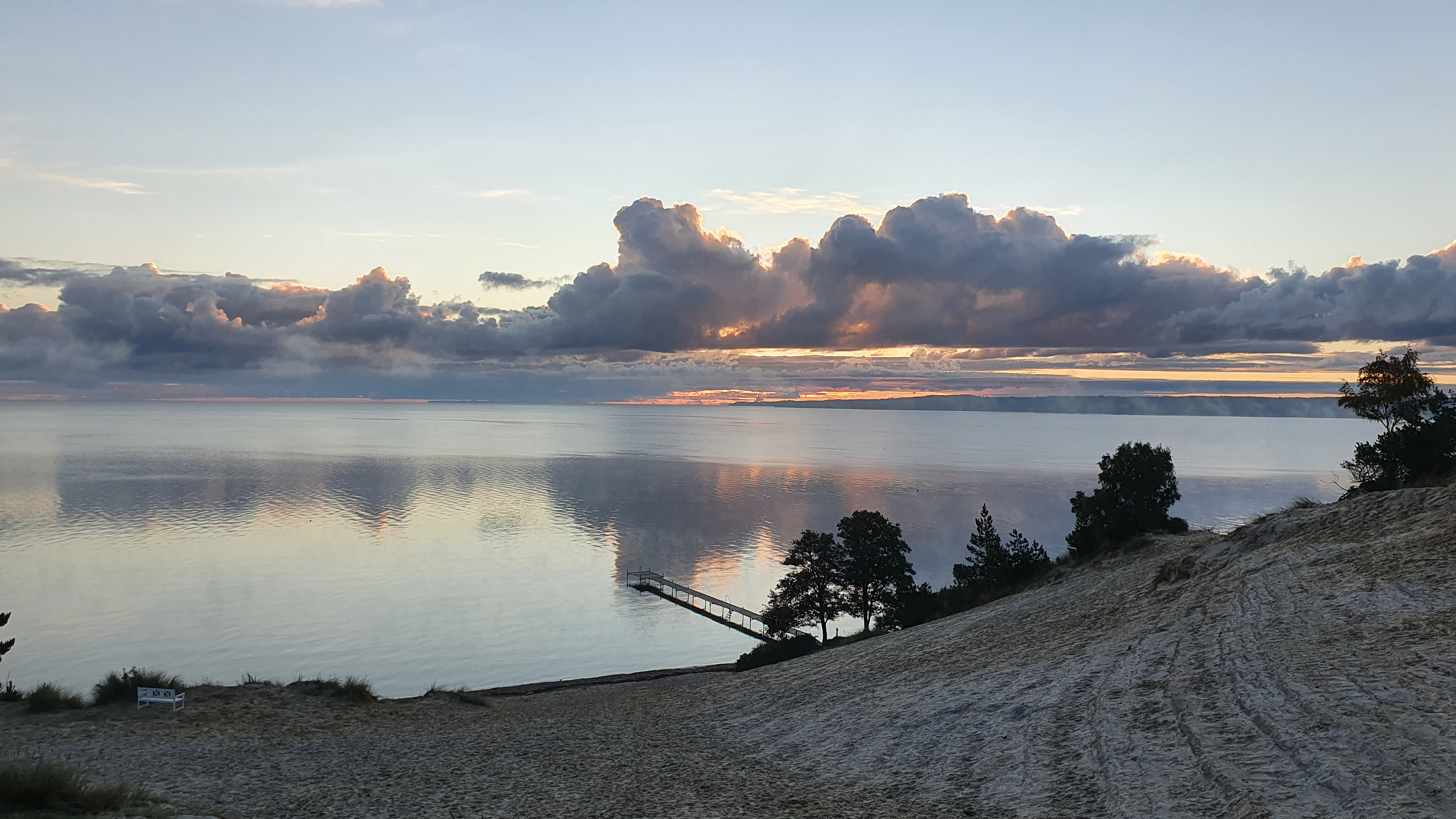
Aussicht auf den Vejle Fjord von Hvidbjerg auf der Südseite aus

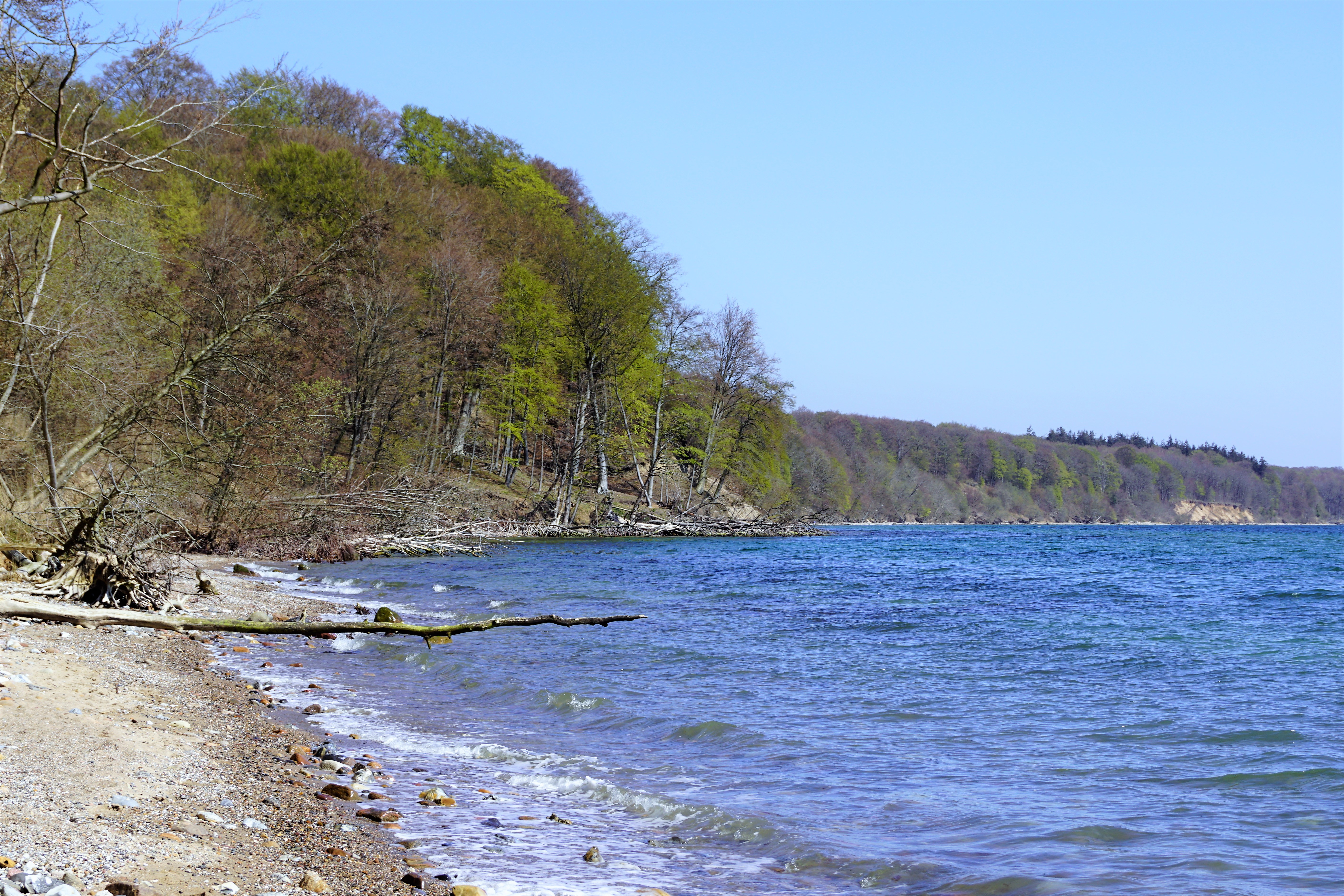
Staksrode Skov auf der Nordseite direkt am Ufer des Vejle Fjords

Der Vejle Fjord ist eine Förde der Ostsee im östlichen Jütland in Dänemark, welche in der Eiszeit entstanden ist. Er erstreckt sich von Osten nach Westen ins Inland auf einer Länge von circa 30 Kilometern. Der Vejle Fjord ist zwei bis fünf Kilometer breit und die Wassertiefe beträgt zwischen 10 und 15 Meter am Übergang in die Ostsee und flacht auf etwa 5 Meter im Westen der Förde ab.

## Geografie
Namensgebende Stadt der Förde ist Vejle, sie ist zugleich die größte und westlichste Stadt am Ufer des Vejle Fjords. Über den Vejle Fjord führt die Autobahnbrücke Vejlefjordsbroen, welche Teil der Europastraße 45 ist.
Die Gemeinden, an die der Vejle Fjord auf der Südseite grenzt, gehören alle zur Region Syddanmark, während ein Teil der Gemeinden auf der Nordseite bereits zur Region Midtjylland gehört. Der Vejle Fjord fungiert also zum Teil als Grenze zwischen den beiden Verwaltungsregionen.

## Ökologie

### Ökologischer Kollaps 2023
Im Sommer 2023 ergaben Untersuchungen, dass die Population von Fischen und Seegras im Vejle Fjord vollständig zusammengebrochen ist. Lediglich Krabben verbreiten sich in großer Zahl. Ursache für dieses, populär auch als „Todeszone“ bekannte und in jüngerer Zeit in vielen Teilen der Ostsee auftretende Phänomen ist Sauerstoffarmut (Hypoxie) aufgrund der Einleitung von Dünger aus der Landwirtschaft und der damit verbundenen Algenblüte.

### Wale
Es gibt mehrere Berichte von Walen, die sich in den Vejle Fjord verirrt haben. Im frühen 20. Jahrhundert wurden sogar tote Exemplare aus dem Vejle Fjord in Städten ausgestellt, darunter Berlin und Wien.
Im Jahre 2010 ist am Vejle Fjord ein 17 Meter langer Finnwal gestrandet, welcher zwischen 130 und 140 Jahren alt war und somit bis dato der älteste jemals untersuchte Wal ist.

## Kultur
In der Vejle Fjord Challenge geht es um das möglichst schnelle Überqueren des Vejle Fjords in verschiedenen Disziplinen nahe der Vejlefjordbroen. Der Wettbewerb findet jährlich statt.
Das Musikfestival Vejle Fjordfestival mit internationalen Künstlern, das in Vejle stattfindet, ist nach dem Fjord benannt.